# Anthidium amurense
Anthidium amurense là một loài Hymenoptera trong họ Megachilidae. Loài này được Radoszkowski mô tả khoa học năm 1876.